# Сорокина, Светлана Анатольевна
Светла́на Анато́льевна Соро́кина (род. 28 октября 1984 года) — российская пловчиха в ластах.

## Карьера
Тренируется в томском клубе СКАТ при Томском университете.
Наивысшее достижение — серебряная медаль на Чемпионате мира в Китае в 2004 году.
Чемпионка России 2002 года.
Окончила геолого-географический факультет ТГУ. Аспирантка в Nansen Environmental and Remote Sensing Center, NERSC, г. Берген, Норвегия.